# Gymnotus carapo australis
Gymnotus carapo australis es una de las subespecies en que se divide la especie de pez gimnotiforme de agua dulce G. carapo, la que es denominada comúnmente morena. Se distribuye en ambientes acuáticos subtropicales del centro-este de Sudamérica.

## Taxonomía
Esta subespecie fue descrita originalmente en el año 2017 por los ictiólogos Jack M. Craig, William G. R. Crampton y James S. Albert.
Localidad tipo
La localidad tipo referida es: “arroyo Verde (en las coordenadas: 25°40′15″S 53°56′00″O / -25.67083, -53.93333), cuenca del río Iguazú, provincia de Misiones, Argentina”.
Holotipo
El ejemplar holotipo designado es el catalogado como: MLP 11221; se trata de un espécimen adulto el cual midió 341 mm de longitud estándar. Se encuentra depositado en la colección de ictiología del Museo de ciencias naturales de La Plata, ubicado en la ciudad argentina homónima.
Paratipos
Los paratipos fueron los catalogados como: MLP 11222; son 6 ejemplares adultos los cuales midieron de 262 a 321 mm de longitud estándar y poseen los mismos datos de colecta que el holotipo.
Etimología
Etimológicamente el término genérico Gymnotus proviene de la palabra del idioma griego gymnos, que significa 'desnudo'.
El epíteto específico carapo deriva del nombre común en idioma portugués carapó, también llamado sarapó, el que a su vez procede del tupí sara’pó, que significa "mano que se desliza".
El epíteto subespecífico australis refiere a la distribución sureña de este taxón respecto a la de las restantes subespecies que integran Gymnotus carapo.
Caracterización y relaciones filogenéticas
Respecto a las restantes subespecies, Gymnotus carapo australis se caracteriza por tener un cuerpo alto, una cabeza ancha, por una menor longitud de las aletas pectorales y por presentar pterigióforos de la aleta anal grandes.
Los autores evaluaron la estructura de la variación fenotípica de las poblaciones de Gymnotus carapo en las numerosas cuencas hidrográficas en que se extiende su vasta geonemia, utilizando estadísticas multivariadas para cuantificar diferencias fenotípicas dentro y entre cada población, en aspectos relacionados con pigmentación, morfometría geométrica, merística y osteología.
Los resultados obtenidos arrojaron diferencias significativas, pero no diagnósticas, entre las distintas entidades encontradas, las que estaban delimitadas regionalmente, por lo que, para identificarlas taxonómicamente, se inclinaron por emplear la categoría de subespecie y no la de especie.

## Distribución y hábitat
Gymnotus carapo australis se distribuye de manera endémica en cursos fluviales subtropicales pertenecientes a la cuenca del Plata, cuyas aguas se vuelcan en el océano Atlántico Sudoccidental por intermedio del Río de la Plata.